# Saint-Maurice-Crillat
 Saint-Maurice-Crillat  es una comuna y población de Francia, en la región de Franco Condado, departamento de Jura, en el distrito de Saint-Claude y cantón de Saint-Laurent-en-Grandvaux.
Su población en el censo de 1999 era de 209 habitantes.
Está integrada en la Communauté de communes du Pays des Lacs .

## Demografía
| 244 | 259 | 220 | 212 | 225 | 209 |
| Para los censos de 1962 a 1999 la población legal corresponde a la población sin duplicidades (Fuente: INSEE [Consultar]) |     |     |     |     |     |

- Datos: Q540140
- Multimedia: Saint-Maurice-Crillat / Q540140

1. ↑  Worldpostalcodes.org, código postal n.º 39130.
2. ↑  INSEE, Datos de población para el año 2012 de Saint-Maurice-Crillat (en francés).